# Girolamo Colonna di Sciarra
Girolamo Colonna di Sciarra (Roma, 8 de maio de 1708 - Roma, 18 de janeiro de 1763) foi um cardeal do século XVIII

## Biografia
Nasceu em Roma em 8 de maio de 1708. Filho de Francesco Colonna, contestável do reino de Nápoles, e Vittoria Salviati. Algumas fontes listam seu sobrenome como Colonna di Sciarra. Outros cardeais dos diferentes ramos da família foram Giovanni Colonna (1212); Giacomo Colonna (1278); Pietro Colonna (1288); Giovanni Colonna (1327); Agapito Colonna (1378); Stefano Colonna (1378); Oddone Colonna (1405; mais tarde Papa Martinho V); Próspero Colonna (1426); Giovanni Colonna (1480); Marco Antonio Colonna , sênior(1565); Ascanio Colonna (1586); Girolamo Colonna (1627); Carlos Colonna (1706); Próspero Colonna (1739); Próspero Colonna (1743); Marcantonio Colonna , júnior (1759); Pietro Colonna (1766), que adotou o sobrenome Pamphili; e Nicola Colonna, 1785.
Entrou na prelazia romana no pontificado do Papa Clemente XI, que logo o nomeou protonotário apostólico. Prefeito do Paço Apostólico desde outubro de 1732; ocupou o cargo até 1743, quando foi elevado ao cardinalato e foi sucedido por seu sobrinho monsenhor Marcantonio Colonna, futuro cardeal; o tio manteve a jurisdição do cargo até 1758 e depois tornou-se pró-governador. Governador do conclave de 1740. Nomeado prelado da SC Consistorial pelo Papa Bento XIV.
Criado cardeal diácono no consistório de 9 de setembro de 1743; recebeu o chapéu vermelho em 12 de setembro de 1743; e a diaconia de S. Angelo em Pescheria, 2 de dezembro de 1743. Concedeu dispensa por não ter recebido as ordens menores no momento de sua criação cardinalicial, 14 de setembro de 1743. Concedeu dispensa para ser cardeal diácono sem ter recebido as ordens menores , 16 de setembro de 1743. Grão-prior em Roma da Ordem Soberana de Malta, setembro de 1743. Arcipreste da basílica patriarcal da Libéria, setembro de 1743. Protetor da Pontifícia Academia dos Nobres Eclesiásticos, 1744 a 1764; e da Ordem dos Frades Menores Observantes.
Recebeu as ordens menores em 18 de setembro de 1746; o subdiaconado em 21 de setembro de 1746; e o diaconato em 25 de setembro de 1746. Legado a latere para a abertura da Porta Santa do Ano Jubilar na basílica patriarcal da Libéria, em 1º de dezembro de 1749; e para o seu encerramento, em 7 de dezembro de 1750. Vice-reitor da Santa Igreja Romana, de 12 de março de 1753 a 20 de setembro de 1756. Transferido para o título de S. Lorenzo in Damaso, próprio do vice-reitor, mantendo a sua diaconia in commendam de 12 de março de 1753 até 20 de setembro de 1756. Camerlengo da Santa Igreja Romana, 20 de setembro de 1756 até sua morte. Optou pela diaconia de Ss. Cosma e Damiano, 20 de setembro de 1756. Participou do conclave de 1758, que elegeu o Papa Clemente XIII. Optou pela diaconia de S. Agata em Suburra, em 22 de setembro de 1760. Grão-prior em Roma da Ordem de São João de Jerusalém.
Morreu em Roma em 18 de janeiro de 1763, de problemas renais, sem ter feito testamento; sua enorme riqueza passou para seus parentes de sangue. Exposto na basílica de Ss. XII Apostoli, Roma, onde se realizou o funeral; e enterrado na basílica patriarcal de Latrão, em Roma.